# Phanaeus yecoraensis
Phanaeus yecoraensis är en skalbaggsart som beskrevs av Stanley Joe Edmonds 2004. Phanaeus yecoraensis ingår i släktet Phanaeus och familjen bladhorningar. Inga underarter finns listade i Catalogue of Life.